# (559) Nanon
(559) Nanon – planetoida z pasa głównego asteroid okrążająca Słońce w ciągu 4 lat i 172 dni w średniej odległości 2,71 j.a. Została odkryta 8 marca 1905 roku w Landessternwarte Heidelberg-Königstuhl w Heidelbergu przez Maxa Wolfa. Nazwa planetoidy pochodzi od bohaterki operetki Nanon Richarda Genée. Przed jej nadaniem planetoida nosiła oznaczenie tymczasowe (559) 1905 QD.